# مركز جامعة هارفارد آسيا
تأسس مركز جامعة هارفارد آسيا خلال العام الدراسي 1997-1998 كمركز أبحاث على مستوى الجامعة لتوفير أرضية للاجتماعات الفكرية لأعضاء هيئة التدريس والطلاب والباحثين وغيرهم من المهنيين العاملين مع آسيا. وكانت الأهداف المبكرة الأخرى لمركز آسيا هي تشجيع البحث والتدريب في آسيا وخاصة التحديات التي تواجه الدول الآسيوية؛ تنسيق الأنشطة والبرامج بين المراكز الحالية ذات الصلة بآسيا في هارفارد؛ وتحسين الاتصالات بين كلية الآداب والعلوم ومدارس هارفارد الأخرى. كلف مركز آسيا أيضًا بتوسيع دراسة جنوب وجنوب شرق آسيا في جامعة هارفارد، وهو هدف تم تحقيقه جزئيًا مع تأسيس مبادرة جنوب آسيا عام 2003، والتي تم الاعتراف بها رسميًا كمعهد أكاديمي في عام 2013 وأصبحت لاكشمي ميتال وعائلة الجنوب معهد آسيا في عام 2017. قام المركز أيضًا بجمع الأموال لاثنين من الأساتذة ذوي الصلة بجنوب شرق آسيا في جامعة هارفارد وأنشأ برنامج الدراسات التايلاندية في عام 2014.
لقد تغير الكثير منذ 21 عامًا منذ تأسيسه. تم تطوير بيان مهمة مركز آسيا الحالي في أكتوبر 2017:
إنشاء وتبادل المعرفة حول آسيا من منظور عابر للحدود الوطنية. تعزيز التعليم والتعاون والابتكار عبر الحدود الثقافية والتأديبية.
الأولويات الحالية لمركز آسيا، والتي تم توضيحها أيضًا في اكتوبر 2017:
- تعزيز البحث والتدريس في آسيا من منظور عابر للحدود الوطنية، مع الاعتراف بأن الدول الآسيوية وشعوبها قد ارتبطت بشكل لا ينفصم مع بعضها البعض ومع شعوب المناطق الأخرى معظم التاريخ؛
- زيادة الموارد وعدد أعضاء هيئة التدريس والطلاب بجامعة هارفارد المشاركين في دراسة آسيا من خلال تعزيز التغطية الممتدة والشاملة، مع إبداء اهتمام خاص لتعزيز التعليم والبحث في جامعة هارفارد بجنوب شرق آسيا؛
- تطوير معرفة جديدة متعددة التخصصات عن آسيا من خلال تحفيز التفاعل والتعاون بين أعضاء هيئة التدريس والطلاب من مختلف مدارس هارفارد؛
- إقامة شبكات شاملة تمثل وجهات نظر وخلفيات متنوعة من خلال ربط أعضاء هيئة التدريس والطلاب بالباحثين والممارسين والمهنيين وواضعي السياسات والمجتمعات في الولايات المتحدة وآسيا وعلى الصعيد العالمي للتصدي للتحديات الحاسمة والفرص العابرة للحدود وتعزيز التفاهم الدولي وتعزيز الاحترام المتبادل.

إن الفعاليات العديدة لمركز آسيا - أكثر من 100 محاضرة وسلسلة ندوات ومؤتمرات وورش عمل وندوات ومعارض ومسلسلات سينمائية - تجلب إلى الحرم الجامعي من الأكاديميين البارزين والمسؤولين الحكوميين وقادة الأعمال والفنانين وغيرهم من المتخصصين كمتحدثين مميزين وأعضاء في الفريق للحديث حول موضوعات مهمة لآسياوعلاقاتها مع المناطق الأخرى.
 يدعم مركز آسيا بنشاط البحث الأكاديمي والتدريب من خلال هيئة التدريس القوية
 وبرامج منح الطلاب، والتي زادت بشكل كبير في العقدين الماضيين.

## منح
يمنح مركز آسيا التمويل للطلاب والمنظمات الطلابية وأعضاء هيئة التدريس، بالإضافة إلى دراسات اللغة الصيفية بالخارج.

## المنشورات
لدى المركز برنامج منشورات نشط للغاية، يضم ثلاث سلاسل: دراسات هارفارد شرق آسيا، التي بدأت في عام 1956، بإجمالي ما يقرب من 400 عنوان بحلول نهاية عام 2015، سلسلة معهد هارفارد ينشنغ الدراسية، مع أكثر من 100 عنوان، وسلسلة هارفارد المعاصرة للصين، مع 18 عنوان. يتم توزيع المنشورات من خلال مطبعة جامعة هارفارد.